# Petr Nedvěd
Petr Nedvěd, född 9 december 1971 i Liberec, Tjeckoslovakien, är en tjeckisk-kanadensisk före detta professionell ishockeyspelare. Nedvěd spelar många år i NHL och avslutade sin karriär efter det i tjeckiska Extraliga, där han spelade för HC Liberec.
Petr Nedvěd valdes som 2:e spelare totalt av Vancouver Canucks i NHL-draften 1990. I NHL har han spelat för Vancouver Canucks, St. Louis Blues, New York Rangers, Pittsburgh Penguins, Edmonton Oilers, Phoenix Coyotes och Philadelphia Flyers.